# Trichoxys labyrinthicus
Trichoxys labyrinthicus är en skalbaggsart som först beskrevs av Louis Alexandre Auguste Chevrolat 1860.  Trichoxys labyrinthicus ingår i släktet Trichoxys och familjen långhorningar.
Artens utbredningsområde är Honduras. Inga underarter finns listade i Catalogue of Life.